# Statlanta
Statlanta — дебютний студійний альбом американського репера Stat Quo, виданий 13 липня 2010 р. лейблом Sha Money XL Dream Big Ventures після багатьох перенесень дати релізу й кількох повних перероблень матеріалу заново. Платівка посіла 85-ту сходинку чарту Top R&B/Hip-Hop Albums.

## Сингли
Перший сингл «Ghetto USA» випустили 8 грудня 2009 на Amazon.com. 13 листопада 2010 оприлюднили відеокліп на цю пісню.
Другий сингл «Success» видали 18 травня 2010 на Amazon.com. Відеокліп на цю композицію оприлюднили 2 березня 2010.

## Список пісень
| #   | Назва                                                     | Продюсер(и)              | Тривалість |
| --- | --------------------------------------------------------- | ------------------------ | ---------- |
| 1.  | «The Beginning»                                           | Infinity, Needlz         | 3:13       |
| 2.  | «Welcome Back» (з участю Marsha Ambrosius)                | Che Vicious              | 4:39       |
| 3.  | «Ghetto USA» (з участю Antonio McLendon)                  | Sha Money XL             | 3:22       |
| 4.  | «Dedicated»                                               | Key Kat Productions      | 3:33       |
| 5.  | «Success»                                                 | Phonix Beats             | 3:37       |
| 6.  | «Catch Me»                                                | Boi-1da, Arthur McArthur | 3:38       |
| 7.  | «Cry» (з участю Brevi)                                    | Lyr1kz                   | 3:40       |
| 8.  | «Space Ship» (з участю Esthero)                           | Che Vicious              | 3:42       |
| 9.  | «Lie to You» (з участю Raheem DeVaughn та Devin the Dude) | Che Vicious              | 4:14       |
| 10. | «Alright» (з участю Talib Kweli)                          | S1, Caleb McCampbell     | 5:02       |
| 11. | «What I Like»                                             | Stat Quo, Louis Keyz     | 3:40       |
| 12. | «Penthouse Condo»                                         | Boi-1da, Mike Chav       | 3:47       |

## Чартові позиції
| Чарт (2010)               | Найвища позиція |
| ------------------------- | --------------- |
| US Top R&B/Hip-Hop Albums | 85              |